# 拉法埃萊·迪真納羅
拉法埃萊·迪真納羅（義大利語：Raffaele Di Gennaro；1993年10月3日—）是一位意大利足球運動員。在場上的位置是守門員。他現在效力於意大利足球甲級聯賽球隊國際米蘭足球俱樂部。

## 俱乐部生涯
迪真纳罗是国际米兰青年队U19的首发门将，该队赢得了2011-12 NextGen系列赛和全国青年联赛的冠军。
2013年7月，迪真纳罗被租借至意乙俱乐部奇塔代拉。2014年7月11日，他被拉蒂纳足球俱乐部租借了一个赛季。2016年8月19日，迪真纳罗和法比奥·德拉·乔万纳一起被租借至意乙球队特尔纳纳卡尔乔，为期一个赛季。
2017年7月12日，迪真纳罗和弗朗切斯科·福尔特 (1993年出生的足球运动员)一起被意乙球队斯佩齐亚签下，租借一个赛季。在2018-19赛季，他未被租借，并入选了国际米兰的2018–19欧冠联赛和2018–19欧联杯的参赛名单。然而，他未被列入意甲的参赛名单中。他被分配了93号球衣。
2019年8月13日，迪真纳罗自由转会至意丙俱乐部卡坦扎罗，并签下了一份为期两年的合同。2021年8月14日，他转会至同为意丙的佩斯卡拉。2022年7月18日，迪真纳罗签约古比奥。
2023年7月13日，迪真纳罗回归国际米兰，并签下了一份为期一年的合同。

## 榮譽
國際米蘭
- Serie A：2023–24[15]
- Supercoppa Italiana：2023[16]